# Melitta Schenk Gräfin von Stauffenberg
Melitta Klara Schenk Gräfin von Stauffenberg, geborene Schiller (* 9. Januar 1903 in Krotoschin, Provinz Posen; † 8. April 1945 bei Straßkirchen), war eine deutsche Ingenieurin und Fliegerin.

## Leben

### Frühe Jahre
Melitta Schiller war die Tochter des aus einer jüdischen Pelzhändlerfamilie stammenden Baurats und preußischen Beamten Michael Schiller. Ihre Mutter, Margaret Eberstein, stammte aus Bromberg. Sie hatte vier Geschwister: Marie-Luise, Otto, Jutta und Klara.
Während des Ersten Weltkrieges lebte Melitta bei ihrer Großmutter in Schlesien, da ihr Vater an der Front war und ihre Mutter und die ältere Schwester im Sanitätsdienst. Nach dem Krieg fiel die Provinz Posen an Polen. Die Familie zog nach Hirschberg in Schlesien, wo Melitta 1922 ihr Abitur machte. Anschließend studierte sie Mathematik, Physik und Flugmechanik an der Technischen Hochschule München. 1927 schloss sie mit Auszeichnung ab. Da ihr Vater als Kriegsversehrter ihre Ausbildung nicht finanzieren konnte, verdiente sich Melitta das Geld für ihr Studium durch Nachhilfestunden und Privatunterricht. Von 1928 an arbeitete sie als Diplom-Ingenieurin an der Deutschen Versuchsanstalt für Luftfahrt (DVL) in Berlin-Adlershof.
Während der nächsten acht Jahre nahm Melitta Schiller theoretische und experimentelle Untersuchungen an Verstellpropellern vor. Zudem ließ sie sich zur Flugzeugführerin ausbilden, damit sie die für ihre wissenschaftlichen Arbeiten notwendigen Testflüge selbst durchführen konnte. Während dieser Zeit lernte sie den Historiker Alexander Schenk Graf von Stauffenberg kennen, einen Bruder des späteren Hitler-Attentäters Claus Schenk Graf von Stauffenberg. Melitta und Alexander heirateten 1937; die Ehe blieb kinderlos.
Im Jahr 1936 wechselte Melitta Schiller als Ingenieurin zu den Askania-Werken in Berlin-Friedenau. Hier beschäftigte sie sich mit Problemen der automatischen Steuerung von Flugzeugen. Noch während ihrer Zeit bei der DVL 1935/36 und auch Winter 1936/37 hatte sie an Blindfluglehrgängen der Lufthansa in Hannover beziehungsweise Breslau teilgenommen und war bei Askania auch als Testpilotin tätig. Dort entwickelte sie Navigations- und Steuerungssysteme für die Flugboote Dornier Do 18 und Blohm & Voss Ha 139. Sie war auch an der Entwicklung der Askania-3-Achsensteuerung beteiligt. Die von Schiller erprobten automatischen Steuerungen wurden in Prototypen der Junkers Ju 87 eingesetzt.
Melitta Schiller besaß Flugzeugführerscheine für alle Klassen von Motorflugzeugen, den Kunstflugschein und alle Segelflugscheine. Am 28. Oktober 1937 wurde sie – als zweite Frau Deutschlands nach Hanna Reitsch – zum Flugkapitän ernannt.

### Zweiter Weltkrieg
Melitta Schenk Gräfin von Stauffenberg wurde im Oktober 1939 dienstverpflichtet und zur Erprobungsstelle Rechlin der Luftwaffe abkommandiert. Hier setzte sie ihre Arbeit an Zielgeräten für Sturzflug- und Schießvisiere fort. Um ihre Verbesserungen an den Geräten auszuprobieren, führte sie selbst etwa 2500 Sturzflüge mit Sturzkampfflugzeugen der Typen Junkers Ju 87 und Ju 88 durch. 1940 entdeckte die Reichsstelle für Sippenforschung, dass sie jüdische Großeltern hatte. Dadurch wurde Melitta Schenk Gräfin von Stauffenberg zu einem „jüdischen Mischling ersten Grades“ im Sinne der nationalsozialistischen Rassengesetzgebung. Vermutlich weil ihre Arbeit als „kriegswichtig“ eingestuft wurde, wurde ihr Antrag auf „Gleichstellung mit arischen Personen“ 1941 bewilligt.
1942 wurde Stauffenberg an die Technische Akademie der Luftwaffe in Berlin-Gatow versetzt, wo sie ihre Forschungsarbeiten und Testflüge fortsetzte. Am 22. Januar 1943 erhielt sie das Eiserne Kreuz II. Klasse und das „Militärfliegerabzeichen in Gold mit Brillanten und Rubinen“. Einen Monat später wurde sie mit dem Flugzeugführer- und Beobachterabzeichen in Gold mit Brillanten ausgezeichnet. Anfang 1944 wurde sie mit der Beurteilung „sehr gut“ promoviert. Ab dem 1. Mai 1944 war Melitta Schenk Gräfin von Stauffenberg technische Leiterin der Versuchsstelle für Flugsondergeräte.
Melitta von Stauffenberg hatte regelmäßig Kontakt mit ihren Schwagern Claus und Berthold von Stauffenberg. Zum letzten Mal traf sie sich am 16. Juli 1944 in Bertholds Wohnung im Haus Tristanstraße 8–10 in Berlin-Nikolassee mit den Brüdern Stauffenberg und weiteren Personen des Verschwörerkreises. Das beweisen Melitta von Stauffenbergs eigenhändige Tagebuchnotizen. Die Frage ihrer möglichen Mitwisserschaft ist ungeklärt; ob sie von den Plänen der Verschwörer wusste, ist ebenso wenig erwiesen wie das Gegenteil. Nach dem missglückten Attentat und Staatsstreichversuch wurden sie und ihr Mann Alexander von den Nationalsozialisten in Sippenhaft genommen; sie selbst wurde jedoch wegen ihrer „kriegswichtigen Aufgaben“ bereits nach sechs Wochen aus der Haft entlassen und nahm ihre Forschungstätigkeiten wieder auf. Fortan wurde sie offiziell nur noch „Gräfin Schenk“ ohne den Zusatz „von Stauffenberg“ genannt. Ihr Mann blieb mit elf weiteren Familienmitgliedern in Haft, aus der sie ins Konzentrationslager verlegt wurden. Stauffenberg benutzte ihre Position, um ihnen zu helfen, so gut sie konnte; sie erreichte, dass sie ihren Mann einmal im Monat sehen durfte.

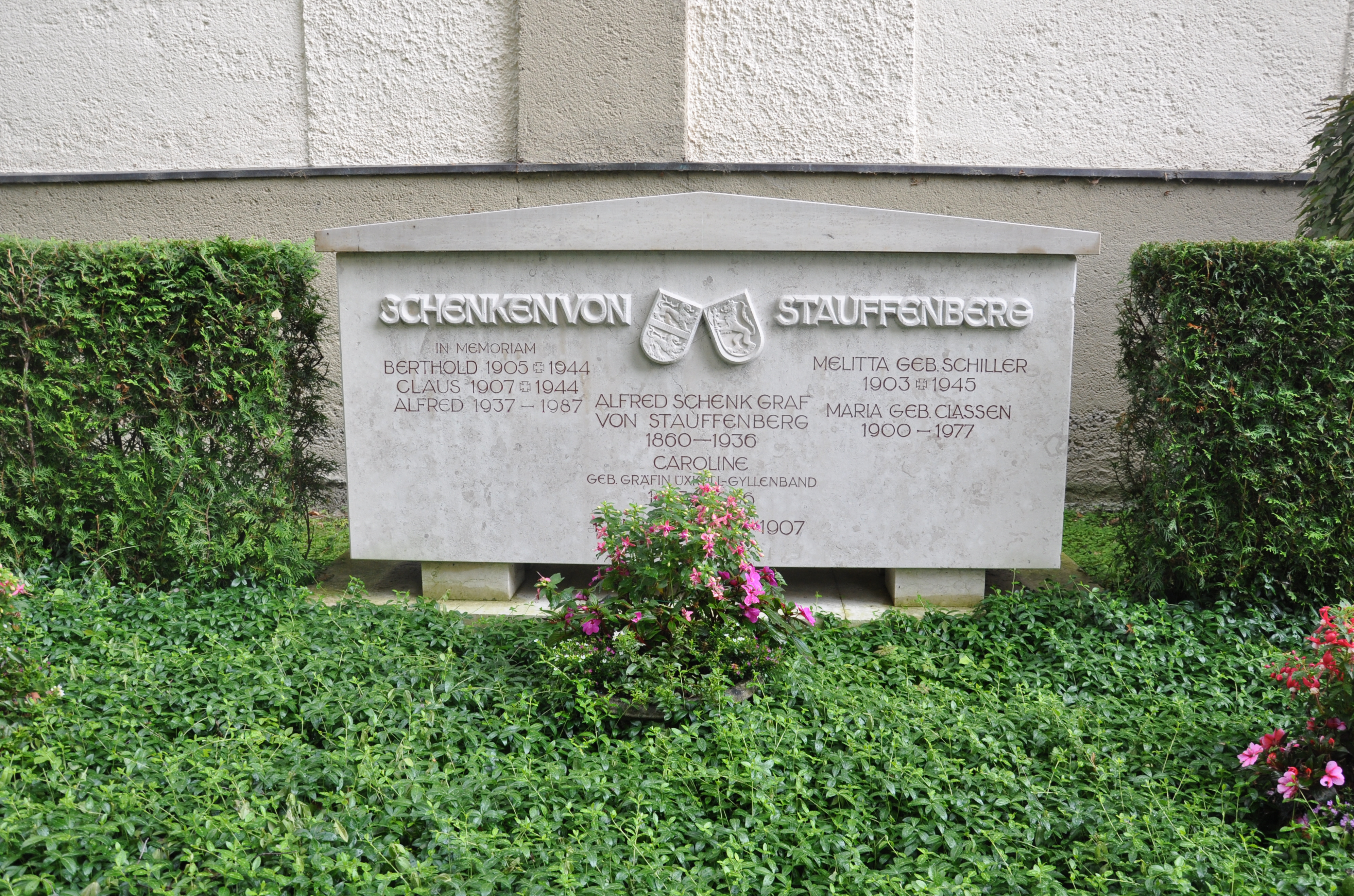
Stauffenberg-Grabstätte in Lautlingen

Ihre Dienststelle wurde im April 1945 von Berlin-Gatow nach Weimar-Nohra in die Nähe des KZ Buchenwald verlegt, in dem ihr Mann zeitweise inhaftiert war. Nach der Räumung des KZs versuchte Stauffenberg, den Aufenthaltsort ihres Mannes ausfindig zu machen. Sie wurde dabei am 8. April 1945 am Steuer einer Bücker Bü 181 bei Straßkirchen (in der Nähe von Straubing) von einem US-amerikanischen Jagdflugzeug abgeschossen. Sie konnte die Maschine noch notlanden, starb aber innerhalb weniger Stunden an den erlittenen Verletzungen. Ihr Ehemann befand sich zum Zeitpunkt ihres Todes in einer Schule in Schönberg im Bayerischen Wald, wohin er mit anderen prominenten KZ-Häftlingen von der SS als Geisel auf dem Weg nach Dachau verschleppt worden war.

## Hörspiel
- Anne C. Voorhoeve: „Der weiße Rabe“, Hörspiel des WDR 2012. Sascha Icks spricht Melitta Schenk Gräfin von Stauffenberg.